# Ан Бён Гын
Ан Бён Гын (кор. 안병근; род. 23 февраля 1962, Тэгу) — южнокорейский дзюдоист, чемпион Олимпийских игр, чемпион мира, чемпион Азиатских игр

## Биография
В 1980 году завоевал бронзовую медаль на международном турнире Pacific Rim Judo Championships в Гонолулу
Был выбран для участия Летних Олимпийских играх 1984 года в Лос-Анджелесе. В его категории боролся 31 дзюдоист. Борец, победивший во всех схватках группы выходил в финал, где встречался с борцом из другой группы. Проигравшие финалистам, начиная с четвертьфинала, встречались в «утешительных» схватках, по результатам которых определялись бронзовые призёры. Корейский борец не рассматривался в числе претендентов на медали: явными фаворитами были чемпион предыдущих олимпийских игр Эцио Гамба и действующий чемпион мира Хидэтоси Наканиси. Однако японский дзюдоист в первой же схватке сломал ребро и, хотя продолжил выступления, борьба за награды для него стала невозможной. Эцио Гамба не без сложностей добрался до финала. Ан Бён Гын также прошёл в финал, победив в первой схватке удержанием, во второй в течение чуть более полуминуты заработав две оценки вадза-ари, в третьей победив благодаря двум предупреждениям за пассивность, полученными Хидэтоси Наканиси, и в четвёртой только по решению судей. В финальной встрече корейский дзюдока сумел в самом начале заработать две низших оценки кока и удержал это преимущество до конца встречи.
| Круг  | Соперник          | Страна         | Итог   | С оценкой                                   | Продолжительность |
| ----- | ----------------- | -------------- | ------ | ------------------------------------------- | ----------------- |
| 1/16  | Киран Фолей       | Ирландия       | Победа | иппон (ёко сихэ гатамэ)                     | 2:53              |
| 1/8   | Хуан Варгас       | Сальвадор      | Победа | вадза-ари вадза ари авасэт иппон (сэойнагэ) | 0:36              |
| 1/4   | Хидэтоси Наканиси | Япония         | Победа | чуй                                         | 5:00              |
| 1/2   | Керрит Браун      | Великобритания | Победа | юсей-гати                                   | 5:00              |
| Финал | Эцио Гамба        | Италия         | Победа | кока (сэойнагэ)                             | 7:00              |

В 1985 году остался третьим на турнире Tournoi de Paris, вторым на командном кубке мира, и смог завоевать звание чемпиона мира. В 1986 году вновь был третьим на турнире Tournoi de Paris и стал чемпионом Азиатских игр.
Был выбран для участия Летних Олимпийских играх 1988 года в Сеуле, в более тяжёлой категории до 78 килограммов. В его категории боролись 41 дзюдоист. Первую встречу корейский дзюдоист чисто выиграл, при этом проигрывая по ходу встречи. Во второй встрече с канадским дзюдоистом оба борца не могли провести приёмов и наказывались за пассивность. Канадский борец получил замечание и два предупреждения (сидо и чуй), но Ан Бён Гын, получив те же санкции, получил уже кей коку, что равняется вадза ари в пользу соперники и проиграл, выбыв из соревнований.
| Круг | Соперник      | Страна  | Итог      | С оценкой | Продолжительность |
| ---- | ------------- | ------- | --------- | --------- | ----------------- |
| 1/32 | Йохан Лаатс   | Бельгия | Победа    | иппон     | 3:09              |
| 1/16 | Кевин Дохерти | Канада  | Поражение | кей коку  | 5:00              |

На Летних Олимпийских играх 1992 года в Барселоне уже участвовал как тренер корейской команды и на настоящий момент продолжает тренерскую деятельность.